# Gian Carlo Menotti
Gian Carlo Menotti, ameriški operni skladatelj italijanskega rodu, * 7. julij 1911, Cadegliano-Viconago, Italija, † 1. februar 2007, Monte Carlo, Monako.

## Življenje
Glasbo je študiral na milanskem konservatoriju. Po smrti očeta sta z materjo odšla v Kolumbijo, od tam pa v ZDA, v Filadelfijo. Spoznal se je s skladateljema Bernsteinom in Barberjem. Nekatere njegove opere so bile izvedene tudi na slovenskih opernih odrih.

## Opere (izbor)
- Amelija gre na ples (1937)
- Medij (1946)
- Telefon (1947)
- Konzul (1950)
- Labirint (1963)